# 高台站
高台站，位于中华人民共和国甘肃省张掖市高台县南华镇，是兰新铁路上的火车站，建于1955年，由兰州铁路局管辖。

## 歷史
- 建于1955年。

## 外部連結
- 中国铁路客户服务中心 （页面存档备份，存于）